# Иоахим Эрнст (герцог Шлезвиг-Гольштейн-Зондербург-Плёна)
Иоахим Эрнст Шлезвиг-Гольштейн-Зондербург-Плёнский (нем. Joachim Ernst von Schleswig-Holstein-Sonderburg-Plön; 29 августа 1595, Сённерборг — 5 октября 1671, Плён, Шлезвиг-Гольштейн) — первый герцог Шлезвиг-Гольштейн-Плёна, возникшего в результате раздела герцогства Шлезвиг-Гольштейн-Зондербург.

## Биография

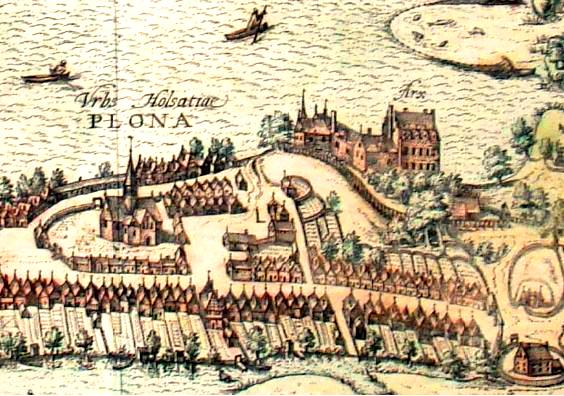
Замок Плён в 1595 году

Иоахим Эрнст — предпоследний сын герцога Ганса II Шлезвиг-Гольштейн-Зондербургского. В юности Иоахим Эрнст путешествовал по Европе и побывал в Голландии, Англии, Франции и Италии. В 1617 году герцог Иоахим Эрнст принимал участие в Ускокской войне. После смерти отца герцогство было разделено между сыновьями, в результате раздела возникло пять небольших герцогств. Иоахим Эрнст получил Шлезвиг-Гольштейн-Плён, в который помимо города-резиденции Плёна входили в частности секуляризированные монастырские земли амтов Аренсбёк и Рейнфельд.
По случаю бракосочетания с принцессой Доротеей Августой, дочерью герцога Иоганна Адольфа Гольштейн-Готторпского, герцог Иоахим Эрнст в 1632 году решил снести старую плёнскую крепость и в 1633—1636 годах возвёл Плёнский замок. Герцог Иоахим Эрнст состоял в Плодоносном обществе. Незадолго до смерти был награждён датским орденом Слона.

## Потомки
У Иоахима Эрнста и Доротеи Августы родилось шестеро детей:
- Иоганн Адольф (1634—1704), герцог Шлезвиг-Гольштейн-Зондербург-Плёна, женат на Доротее Софии Брауншвейг-Вольфенбюттельской
- Август (1635—1699), герцог Шлезвиг-Гольштейн-Зондербург-Норбурга
- Эрнестина (1636—1696)
- Иоахим Эрнст II (1637—1700), герцог Шлезвиг-Гольштейн-Зондербург-Плён-Ретвиша, женат на Изабелле Мероде-Вестерло (1649—1701)
- Бернгард (1639—1676), генерал датской армии
- Агнесса Гедвига (1640—1698), замужем за Кристианом Шлезвиг-Гольштейн-Зондербург-Глюксбургским
- Карл Генрих (1642—1655)
- София Элеонора (1644—1729), замужем за Вольфгангом Юлием Гогенлоэ-Нейенштейнским